# Juzet-d'Izaut
Juzet-d'Izaut är en kommun i departementet Haute-Garonne i regionen Occitanien i södra Frankrike. Kommunen ligger i kantonen Aspet som tillhör arrondissementet Saint-Gaudens. År 2022 hade Juzet-d'Izaut 181 invånare.

## Befolkningsutveckling
Antalet invånare i kommunen Juzet-d'Izaut
Referens:INSEE